# گارلند گلبل
گارلند گلبل (انگلیسی: Garland Gbelle؛ زادهٔ ۱۶ دسامبر ۱۹۹۲) بازیکن فوتبال است.
از باشگاه‌هایی که در آن بازی کرده‌است می‌توان به باشگاه فوتبال پاریس اشاره کرد.